# Aleš Suk
Aleš Suk (8. září 1946 Hradec Králové) je český sportovní trenér a pedagog. Je bývalým trenérem významných českých sportovců jako je například Michal Krčmář, Eva Adamczyková či Karolína Erbanová.

## Životopis

### Mládí
Narodil se v Hradci Králové do učitelské rodiny. Jeho rodiče i prarodiče byli pedagogové. Rodina si po konci druhé světové války změnila jméno ze Steinbachových na Sukovi. Důvodem změny byl německý původ příjmení. Otec Zbyněk byl členem Komunistické strany Československa. Maminka byla katolička a učila v mateřské škole. Nedlouho po jeho narození se Sukovi přestěhovali do Chvalkovic v okrese Náchod. Od první třídy navštěvoval Sokola v Chvalkovicích, avšak po narození sestry Zuzany v roce 1952 se rodina opět přestěhovala pryč do Jaroměře. Protože jeho otec měl velmi blízký vztah ke sportu, začal ho postupně pěstovat i u svého syna. Od brzkých let s ním jezdil na lyžařské kurzy, a tak rychle se naučil lyžovat. V mládí si dokonce hrával na lyžařského trenéra. Po několika letech se celá rodina přestěhovala do Turnova, kde se usadila v rodinné vile. V Turnově později nastoupil na Střední všeobecně vzdělávací školu (SVVŠ). V roce 1964 úspěšně odmaturoval na této střední škole. Později vystudoval magisterský obor na IVTS – tělesnou výchovu a ruský jazyk.

### Kariéra
Po úspěšném studiu se rozhodl učit na střední škole v Turnově, kde odmaturoval. Na škole začal učit v roce 1967. Během středoškolských studií se ho pokusili dvakrát přesvědčit ke vstupu do KSČ. Avšak nesouhlasil ani potřetí v roce 1968 po okupaci Československa sovětskými vojsky a vymluvil se z potenciálního problému. V roce 1972 se za ušetřené peníze rozhodl navštívit Letní olympijské hry v Mnichově. Když se to dozvěděli lidé v hradecké StB, byl požádán o sdělení informací, proč tam cestuje a zda by posloužil státu a poskytl informace o místním prostředí. Pod nátlakem souhlasil a nakonec odcestoval do Mnichova. Po návratu zpět se na něj členové StB opět obrátili, jestli pořídil nějaké fotografie. Avšak s sebou neměl nic, čím by mohl fotit, a tak mohl maximálně poskytnout slovní popis toho, co viděl. V roce 1976 se přestěhoval do Vrchlabí a měl zde svatbu. Až do roku 1989 působil jako trenér v SVSM ve Vrchlabí a následně přešel jako sportovní mládežnický trenér na základní školu ve Vrchlabí.

#### Trenérská kariéra
Svou trenérskou činnost zahájil v roce 1972. Po několika letech začal působit jako metodik vrcholového sportu mládežnického lyžování ve Vrchlabí. Řídil několik trenérů pod sebou a staral se o mnoho sportovců, ze kterých se snažil vychovávat profesionály pro vrcholnou úroveň. V rámci rozvoje své trenérské činnosti se dostal do Sovětského svazu na sportovní trenérské stáže. Hlavním cílem bylo vypozorovat a převzít nejefektivnější způsoby tréninku, které by se daly využít pro sportovce. Vrchlabské středisko se řadilo mezi nejlepší v Československu. Úroveň odbornosti trenérů postupně narůstala a také celkové počty odborníků a vrcholových reprezentantů. Po roce 1989 se však střediska v Československu rozpadla, protože byla náročná na provoz. Po konci střediska ve Vrchlabí se přesunul do základní školy ve Vrchlabí, kde zastoupil odcházejícího placeného trenéra mládeže. Na škole nastavil pevný řád nově vzniklým sportovním třídám. Pečlivě společně s kolegy testoval a vybíral děti, které byli sportovně nadaní. Testoval jejich motorické schopnosti či dokonce genetické předpoklady k různým sportům. Celým procesem této školy prošlo několik výborných sportovců. Mezi nejznámější sportovce, kteří prošli pod jeho rukama jsou například Eva Adamczyková, Michal Krčmář, Karolína Erbanová.

### Po roce 2020
V roce 2021 dostal ocenění Celoživotní oddanost sportu v rámci ankety Sportovec roku od NSA. V roce 2023 byl uveden do Síně slávy Svazu lyžování ČR.  Je také vášnivým sběratelem významných lyžařských předmětů a proto během roku 2014 založil v Dolní Branné lyžařské muzeum.